# Scoglio Olivi
Lo scoglio Olivi o scoglio degli Ulivi (in croato Uljanik) è un isolotto disabitato della Croazia, situato nel porto di Pola.
Amministrativamente appartiene alla città di Pola, nella regione istriana.

## Geografia

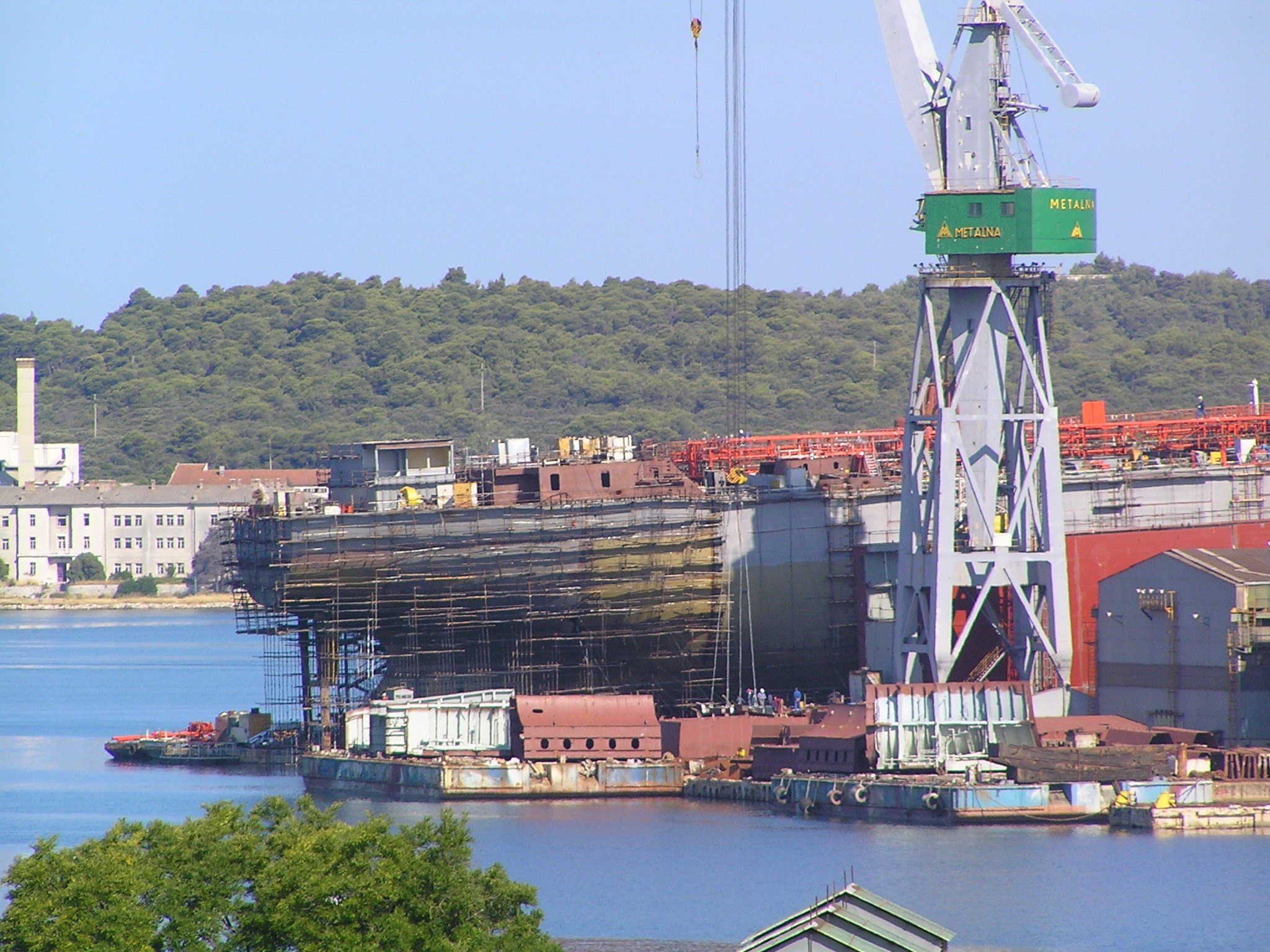
Nave in costruzione nel cantiere navale di Pola

Lo scoglio Olivi si trova lungo la costa sudoccidentale dell'Istria, all'interno del porto di Pola (luka Pula), e dista 200 m dalla città vecchia. È collegato alla terraferma da un ponte su cui passa una linea ferroviaria.
La forma dell'isolotto è irregolare, con coste basse e squadrate e misura 510 m di lunghezza e 390 m di larghezza massima. Ha una superficie di 0,123 km² e uno sviluppo costiero di 1,97 km.
Deve il nome agli ulivi che una volta crescevano su tutto l'isolotto. Oggi lo scoglio Olivi è sede del complesso industriale del cantiere navale di Pola (Brodogradilište Uljanik), possiede un proprio porto, un bacino di carenaggio e una darsena.

## La leggenda di Rasparagano
I Roxolani erano una tribù sarmata di origine iranica. Nel 118, il loro re Rasparagano (in latino Publius Aelius Rasparaganus) minacciava la provincia romana della Mesia, costringendo così l'imperatore Adriano ad iniziare una guerra. In questa occasione Rasparagano fu sconfitto, catturato e obbligato a passare il resto dei suoi giorni in esilio sullo scoglio Olivi. Da quanto emerso dalle iscrizioni trovate sui resti dell'unico sarcofago rinvenuto sull'isolotto nel XIX secolo, Rasparagano visse qui insieme alla moglie (nome sconosciuto) e al figlio dal nome ormai quasi romanizzato (Publius Aalius Peregrinus). Il pannello laterale del sarcofago è esposto al Museo archeologico dell'Istria a Pola.

### Cartografia
- (HR) Mappa topografica della Croazia 1:25000, su preglednik.arkod.hr. URL consultato il 13 gennaio 2017.